# Уладзімер Калиновський
Уладзімер  Калиновський (16 червня 1889, Волковиськ, Гродненська губернія, Російська імперія, нині Гродненська область, Білорусь — 1940, Старобільськ, Луганська область, Україна ) — білоруський громадський та політичний діяч, посол польського сейму.

## Життєпис
Закінчив у 1910 Гродненську гімназію та юридичний факультет Петербурського університету. Працював у петербурзькій судовій канцелярії[уточнити]. Після жовтневого перевороту — в Народному комісаріаті харчування. У липні 1921 переїхав до Західної Білорусі.
Був відомий серед білоруських селян, надавав їм у юридичні консультації.
У 1922 очолив виборчий комітет у Вовковиську. Обраний послом Сейм Польщі від Білостоцько-Сокільського округу від Блоку національних меншин.
23 червня 1923 польський суд анулював його депутатський мандат, визнавши, що Калиновський не має польського громадянства. У липні 1923 Калиновського заарештували та вислали з Польща.
З грудня 1923 р. До Мінськ. У лютому 1924 — липні 1925 — завідувач справами та юрисконсульт Білоруський сільськогосподарський інститут.
З 1 жовтня 1927 по 1 вересня 1929 — доцент кафедри історії польської культури педагогічного факультету БДУ.
Працював у журналах «Полымя», «Звязда» та ін. Подальша доля невідома.

## Твори
- Зямельная палітыка ў Польшчы // Полымя. 1925, № 5;
- Палітычныя партыі і аб’яднаньні ў сучаснай Польшчы // Тамсама. 1926, № 2, 4—5;
- Краткий обзор экономического и финансового положения Польши // Савецкае будаўніцтва. 1926, № 1;
- Торговые договоры Польши // Тамсама. 1926, № 4.